# Estación de Huerta de Valdecarábanos
Huerta de Valdecarábanos es una estación ferroviaria situada en el municipio español de Huerta de Valdecarábanos, en la provincia de Toledo, comunidad autónoma de Castilla-La Mancha. Las instalaciones se encuentran cerradas al servicio de pasajeros y solo son empleadas como apartadero ferroviario.

## Situación ferroviaria
Las instalaciones se encuentran situadas en el punto kilométrico 83,3 de la línea férrea de ancho ibérico Madrid-Valencia, a 567 metros de altitud sobre el nivel del mar, entre las estaciones de Villasequilla y Tembleque. El tramo es de vía doble y está electrificado.

## Historia
La estación fue inaugurada el 12 de septiembre de 1853 con la apertura del tramo Aranjuez-Tembleque de la línea férrea entre Madrid y Almansa que prolongaba el trazado original entre Madrid y Aranjuez y que tenía por objetivo final llegar a Alicante. Fue construida por parte de la Compañía del Camino de Hierro de Madrid a Aranjuez que tenía a José de Salamanca como su principal impulsor. El 1 de julio de 1856 el financiero José de Salamanca —que se había unido con la familia Rothschild y con la compañía du Chemin de Fer du Grand Central— obtuvo la concesión de la línea Madrid-Zaragoza que, unida a la concesión entre Madrid y Alicante, daría lugar al nacimiento de la Compañía de los Ferrocarriles de Madrid a Zaragoza y Alicante (MZA). En 1941 la nacionalización de la red ferroviaria de ancho ibérico supuso la integración de MZA en la recién creada RENFE.
Desde enero de 2005, tras la extinción de RENFE, el Adif es el titular de las instalaciones ferroviarias mientras que Renfe Operadora explota la línea.